# Теодосија (жена Лава V)
Теодосија (грчки: Θεοδοσία; око 775. – после 826.) је била византијска царица, супруга Лава V Јерменина. Била је ћерка Арсабера, византијског патрикија. Име и титула њеног оца забележени су у делима Теофановог настављача и Јосифа Генесија. 

## Биографија
Теодосија је била ћерка Арсабера, византијског патрикија. Име њене мајке није познато. Рођена је око 775. године. Арсабер је 808. године повео неуспешну буну против цара Нићифора I. Име Теодосијиног оца указује на њено јерменско порекло. Међутим, имена Арсаберових претходника нису позната. Теодосија се удала за Лава V Јерменина. Лав је био стратег под царем Нићифором. Његова подршка цару против побуне Вардана Турка била је пресудна за победу легитимног цара. Лав је успео да се успне на престо након абдикације Михаила Рангабеа 813. године. Теодосија је једина супруга Лава коју помињу историјски извори. Међутим, Теофанов настављач сугерише да је Лав оженио ћерку Лава Турка. По њему, Лав је постао зет Текле, прве супруге Михаила II. Ворен Тераголд кориси овај податак у својој књизи "Византијски препород (780-842)" из 1988. године. 
Теодосија је свакако била царица на Божић 820. године, када је убијен њен супруг. Михаило се попео на престо и протерао Теодосију, а синове Лава послао на острво Проти. Јован Зонара пише да они нису били присиљени да се замонаше. Уместо тога понуђено им је да наследе део личне имовине цара Лава. Такође су могли имати и сопствене слуге. Теодор Студит је послао писмо свргнутој царици између 821. године и своје смрти 826. године. 

### Потомство
Сва позната деца Лава Јерменина приписују се Теодосији. Генесије помиње четири сина:
- Симбатије (Συμβατιος), преименован у Константина, савладар од 814. до 820. године. Кастриран и прогнан након убиства његовог оца.
- Василије. Кастриран и прогнан након убиства његовог оца. Био је још увек жив 847. године када је подржао извор цариградског патријарха Игнација.
- Гргур. Кастриран и прогнан након убиства његовог оца. Био је још увек жив 847. године када је подржао извор цариградског патријарха Игнација.
- Теодосије (умро 820). Кастриран и прогнан након убиства његовог оца. Умро убрзо након кастрације.
- Историчари претпостављају да је Теодосија родила и ћерку Ану.

Изнесена је претпоставка да су Теодосија и Лав били потомци цара Василија I. 